# چاهک (خاتم)
چاهک، روستایی در دهستان چاهک بخش چاهک شهرستان خاتم در استان یزد ایران است. این روستا، مرکز بخش چاهک است.

## جمعیت
بر پایه سرشماری عمومی نفوس و مسکن در سال ۱۳۹۵، جمعیت این روستا برابر با ۲٬۹۴۷ نفر (۸۴۶ خانوار) بوده‌است.
این روستا از ۵ شهر استان یزد جمعیت بیشتری دارد که در زیر آمده است:
منبع: فهرست شهرهای استان یزد
| ردیف | نام شهرها | شهرستان | جمعیت سال ۹۵ |
| ---- | --------- | ------- | ------------ |
| ۱    | ندوشن     | میبد    | ۲،۳۵۱        |
| ۲    | عقدا      | اردکان  | ۱٬۷۵۴        |
| ۳    | نیر       | تفت     | ۱٬۷۴۰        |
| ۴    | بخ        | تفت     | ۷۱۸          |
| ۵    | خضرآباد   | اشکذر   | ۵۳۵          |
| ۶    | خرانق     | اردکان  | ۴۳۷          |